# Guitar Man (J.J. Cale)
Guitar Man è il dodicesimo album di J.J. Cale, pubblicato dalla Delabel Records nel 1996.

## Tracce
1. Death in the Wilderness – 4:58 (J.J. Cale)
2. It's Hard to Tell – 2:40 (J.J. Cale)
3. Days Go By – 3:27 (J.J. Cale)
4. Low Down – 2:48 (J.J. Cale)
5. This Town – 2:54 (J.J. Cale)
6. Guitar Man – 4:02 (J.J. Cale)
7. If I Had a Rocket – 3:02 (J.J. Cale)
8. Perfect Woman – 2:10 (J.J. Cale)
9. Old Blue – 2:42 (Brano tradizionale, arrangiamento di J.J. Cale)
10. Doctor Told Me – 3:13 (J.J. Cale)
11. Miss 01'St. Louie – 2:33 (J.J. Cale)
12. Nobody Knows – 3:51 (J.J. Cale)

## Musicisti
- J.J. Cale - chitarra, voce e strumenti vari[1]
- Christine Lakeland - chitarra, accompagnamento vocale (brano: 1)
- James Cruce - batteria (brano: 1)